# Purple (шифрувальна машина)

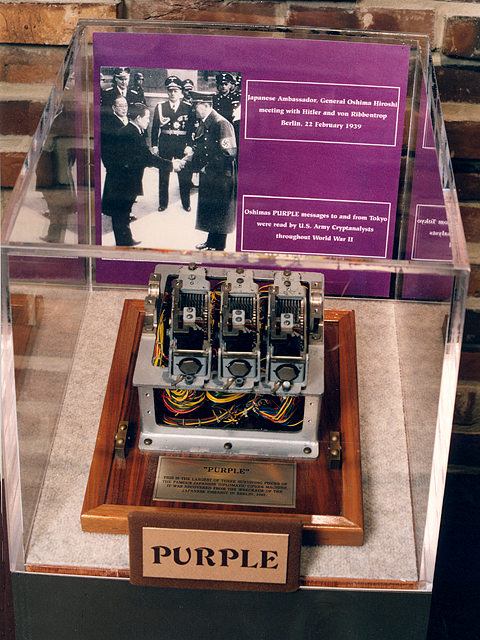
Деталь шифрувальної машини Purple, виявлена силами США в кінці Другої Світової Війни в японському посольстві в Берліні

Purple — американська кодова назва японської шифрувальної машини, відомої в Японії як «Алфавітна друкарська машина типу 97» (яп. 九七 式欧文 印字 機, Кю:-сіті-сікі о: бун індзі-кі) або «Шифрувальна машина типу B» (яп. 暗号 機 タ イ プ B, Анго: ки тайпу бі:). Вона використовувалася Міністерством закордонних справ Японії до і під час Другої світової війни. Механізм роботи приладу був заснований на роботі крокового шукача.
Проєкт із дешифрування інформації отримав в США кодове ім'я Magic.
Шифрувальна машина Purple прийшла на заміну шифратору Red, що використовувався тоді Міністерством закордонних справ Японії. Крім них Японія використовувала тоді шифратори CORAL і JADE.

## Історія розвитку японських шифрувальних машин

### Огляд
Імператорський флот Японії розробляв шифрувальну машину незалежно від сухопутних військ. Командування вважало, що шифратор досить криптостійкий, тому не зробило ніяких спроб модернізації для поліпшення захищеності. Очевидно, таке рішення було прийнято завдяки математику Тейдзі Такагі, що не мав досвіду в криптоаналізі. Шифрувальні машини Red і Purple поставлялися Міністерству закордонних справ Військовим флотом, при цьому жодна зі сторін не знала про уразливість системи.
Незадовго до кінця війни командування сухопутних військ попередило ВМФ про виявлені недоліки, проте флот не вжив жодних дій у відповідь.
Сухопутні війська за період з 1932 по 1941 рік розробили шифрувальні машини 92 -shiki injiki (九二 式 印字 機), 97 -shiki injiki (九七 式 印字 機) і 1-shiki 1-go injiki (一 式 一号 印字 機), в основі яких лежав той же принцип, що і у Енігми. Але вони використовувалися набагато рідше, так як командування вирішило, що Purple більш захищена.

### Прототип Red
Після того, як стало відомо, що американське Бюро шифрів змогло отримати практично повний доступ до даних японської делегації на Вашингтонську морську угоду, японські збройні сили були змушені переглянути заходи безпеки. Таким чином для Лондонського морського договору Імператорський флот створив свою першу шифрувальну машину. Відповідальний за розробку шифратора був капітан Рісабуро Іто (伊藤 利 三郎), Відділення 10 (коди і шифри) Генерального Штабу Імператорського флоту Японії.
Шифратор розроблявся в Технічному інституті ВМФ Японії в секції 6 відділу електротехнічних досліджень. У 1928 році, головний конструктор Кацуо Танабе (田 辺 一 雄) і командер Генічіро Какімото (柿 本 権 一郎) створили прототип Red, Ō-bun taipuraita-shiki angō-ki (欧文 タ イ プ ラ イ タ 暗号 機) («Шифрувальної друкарська машина на латинському алфавіті»)
Прототип використовував той же принцип, що і шифрувальна машина Криха (в тому числі й комутаційна панель). Дана модель була використана Міністерством закордонних справ і силами ВМФ під час обговорення формулювань Лондонського морського договору.

### Red
Прототип в кінцевому підсумку був реалізований в 1931 році в моделі 91 -shiki injiki (九 一 式 印字 機, «Друкарська машина Тип-91»). 1931 рік згідно Імперському календарем був +2591 роком, таким чином давши ім'я моделі.
Міністерство закордонних справ так само використовувало 91 -shiki injiki з латинським алфавітом, машина відома як Angooki Taipu-A (暗号 機 タ イ プ A, «Шифрувальної машина Тип-А»). Цій моделі американськими криптоаналітиками була дано кодове ім'я «Red».
Red була ненадійною й вимагала щоденного чищення контактів. Вона шифрувала голосні (AEIOUY) і приголосні окремо (можливо для зниження вартості телеграм), і це було серйозною уразливістю. Крім цієї моделі ВМФ використовувала на своїх базах і кораблях 91 -shiki injiki з абеткою кана.

### Purple
У 1937 році було завершено створення нового покоління шифраторів — 97 -shiki injiki (九七 式 印字 機, «Друкарська машина Тип-97»). Міністерством закордонних справ використовувалася модифікації цієї моделі Angooki Taipu-B (暗号 機 タ イ プ B, «Друкарська машина Тип-B»), відома американським криптоаналітиків під кодовим ім'ям Purple.
Головним конструктором Purple був Кадзуо Танабе (田 辺 一 雄), а його інженерами — Масадзі Ямамото (山 本 正治) і Ейкіті Судзукі (鈴木 恵 吉). Варто відзначити, що саме Ейкіті Судзукі запропонував використовувати кроковий шукач для підвищення криптостійкості.
Безумовно, Purple була надійніша, ніж Red. Однак командування ВМФ не знало, що Red вже зламана, а Purple успадкувала вразливість своєї попередниці, а саме поділ шифрування голосних і приголосних, яке було прозвано Розвідувальним управлінням США за сигналами «шість-на-двадцять» («sixes-twenties»).

## Криптоаналіз вразливостей

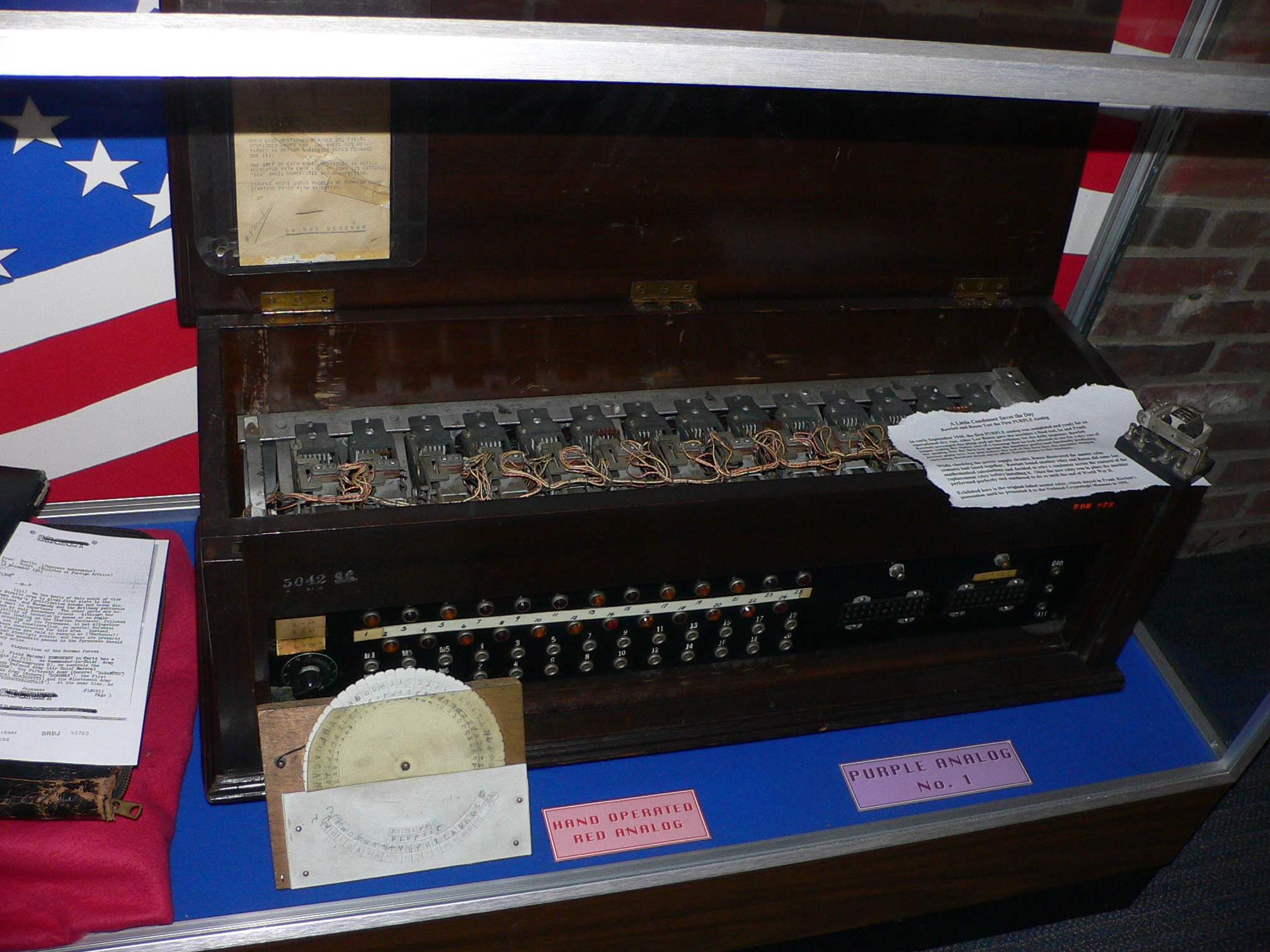
Аналог шифрувальної машини Purple, створений розвідувальним управлінням США із сигналів. На фото так само можна побачити шифрувальну машину Red

При шифруванні з друкованого тексту (з латинських букв) створювався шифротекст. Для дешифрування процес повторювався в зворотному порядку. В ідеалі виходила система досконалої криптостійкості. Але на практиці помилки при шифруванні, в основному при виборі ключа, зробили систему менш захищеною, ніж вона могла б бути; з огляду на це вона повторила долю німецької Енігми. Шифр був зламаний командою криптоаналітиків з розвідувального управління за сигналами, яке в той час було під керуванням Вільяма Фрідмана. В основу реконструкції шифратора лягли ідеї Ларрі Кларка, а завдяки лейтенанту Френсісу А. Рейвену, ВМФ США, став відомий спосіб зміни ключа. Рейвен виявив, що японці поділяли місяць на три періоди по 10 днів, і протягом кожного з них використовувався ключ першого дня з невеликими передбачуваними змінами.
Японське командування протягом всієї війни вважало, що шифр добре захищений від злому, навіть після того, як німецьке командування повідомило про зворотне. У квітні 1941 дипломат з посольства Німеччини в Вашингтоні Ганс Томсен відправив міністру закордонних справ Німеччини Іоахіму фон Ріббентропу повідомлення, в якому говорив, що з «абсолютно надійного джерела» йому стало відомо, що японський дипломатичний шифр (тобто Purple) був зламаний американцями. Джерелом очевидно був Костянтин Олександрович Уманський, посол СРСР в США, який зміг зробити такий висновок, ґрунтуючись на повідомленнях Самнера Веллеса . Інформація була перенаправлена японцям, проте використання шифру не було припинено

.
Після поразки Німеччини в 1945 році США виявила деталі до шифрувальної машини в японському посольстві в Німеччині. Виявилося, що японці використовували той же кроковий шукач, який використовував Лео Розен з розвідувального управління при будівництві репліки Purple в 1939 і 1940 роках. Крокові шукачі широко використовувалися як комутаційні апарати в високотехнологічних АТС в країнах з розвиненими телефонними мережами в великих містах, в їх числі США, Канада, Велика Британія та Японія.
Напевно всі шифрувальні машини в японських посольствах і консульствах в інших частинах світу (тобто в країнах Осі, Вашингтоні, Москві, Лондоні і в нейтральних країнах) та в самій Японії були знищені. Намагаючись виявити вцілілі апарати, американські окупаційні війська в Японії проводили пошуки з 1945 по 1952 рік.
Шифрувальну машину Purple вперше була використана в червні 1938 року, але деякі повідомлення були зламані криптоаналітиками США і Великої Британії задовго до нападу на Перл-Харбор. Так, наприклад, криптологи розшифрували й переклали японську дипломатичну передачу, спрямовану в посольство у Вашингтоні, перш, ніж самі одержувачі змогли зробити те ж саме. Повідомлення складалося з 14 частин, згідно з яким посольство мало оголосити про розрив відносин о першій годині дня за вашингтонським часом 7 грудня 1941 року (дата початку атаки). Неприємності з друком і дешифруванням стали основною проблемою, через яку дипломатичне «повідомлення Номура» з'явилося із запізненням.

## Цікаві факти
Під час Другої світової війни японський посол Хіросі Осима, будучи генералом, скрупульозно вивчав розвиток військових сил Німеччини, а також їх дислокацію. Всю отриману інформацію він відправляв в Токіо по радіо в повідомленнях, зашифрованих на Purple. Зокрема, він доповів своєму командуванню про розташування укріплень атлантичного валу, які зводилися вермахтом на узбережжі Франції і Бельгії. Таким чином, Антигітлерівська коаліція отримала значну інформацію про підготовку німців до майбутньої висадці в Нормандії, так як американська та британська розвідка дешифрувала кожну доповідь посла в Токіо.
Повідомлення, зашифровані на Purple, і японські комунікації в цілому були темою запеклих засідань Конгресу після Другої світової війни в спробі знайти винного в атаці на Перл-Харбор. Саме після цих засідань японці вперше усвідомили, що шифрувальна машина Purple була дійсно зламана.